# När verkligheten tränger sig på
När verkligheten tränger sig på från 1999 var Patrik Isakssons debutalbum. Det placerade sig som högst på tredje plats på försäljningslistan för album i Sverige.
Albumet släpptes i april 1999 och producerades av Anders Glenmark. Flera recensenter jämförde Isaksson med Uno Svenningsson. I Aftonbladet menade Håkan Steen att "Men i stort har Isaksson, likt många andra svenska singer-songwriterdebutanter, ännu inte riktigt hittat sitt språk och drar sina schablonvändor med eldar, vågor och lyckliga dagar." Östersunds-Postens recensent menade att "Sammantaget är Isakssons debut i alla avseenden så snygg att den inte går att avfärda."

## Spår
1. Hos dig är jag underbar
2. Nell
3. Du får göra som du vill
4. Kom genom eld
5. Vågorna
6. Lycklig man
7. Lyckligare dagar
8. Kan du se mig
9. Längesen
10. Älskat för två
11. Inget kan gå fel

## Listplaceringar
| Lista (1999-2000) | Topplacering |
| ----------------- | ------------ |
| Sverige           | 3            |